# 237
Cette page concerne l'année 237  du calendrier julien. Pour l'année 237 av. J.-C., voir 237 av. J.-C. Pour le nombre 237, voir 237 (nombre).
L'année 237 est une année commune qui commence un dimanche.

## Événements
- Maximin combat de nouveau les Daces et les Sarmates ; il passe les hivers 236-237 et 237-238 à Sirmium[1].
- Babylas devient évêque d'Antioche[2].

## Naissances en 237
- Philippe II, empereur romain.

## Décès en 237
- Chen Jiao, ministre et un officier des Wei.